# Tryserums landskommun
Tryserums landskommun var en tidigare kommun i Kalmar län.

## Administrativ historik
När 1862 års kommunalförordningar trädde i kraft inrättades i Sverige cirka 2 500 kommuner. Huvuddelen av dessa var landskommuner (baserade på den äldre sockenindelningen), vartill kom 89 städer och åtta köpingar. I Tryserums socken i Norra Tjusts härad i Småland inrättades då denna kommun.
Vid kommunreformen 1952 uppgick denna  i storkommunen Tjust-Ed.
År 1971 upplöstes Tjust-Eds landskommun och detta område fördes så till Valdemarsviks kommun.

## Politik

### Mandatfördelning i Tryserums landskommun 1942-1946
| 9 | 2 | 9 |

| 19 |

| 10 | 2 | 8 |

| 19 |